# Апамея (Сирия)
Апамея (на Оронте) или Апамея Сирийская (лат. Apamea, араб. أفاميا/آفاميا‎, Afāmya, др.-греч. Ἀπάμεια τῆς Συρίας, современное арабское название Калъат-эль-Мудик) — город античной эпохи в Северной Сирии на реке Оронт. Был главным городом региона Апамене, позднее входил в состав римской провинции Вторая Сирия (лат. Syria Secunda).

## История
Первоначально носил название Фарнакес (Φαρνάκης в источниках на древнегреческом). После завоевания Александром Македонским город получил название Пелла (Πέλλα, в честь главного города Македонии). Новое название городу дал Селевк I Никатор (312—281) по имени своей жены Апамы, дочери Спитамена, предводителя согдов в войне против Александра, на которой он женился в 324 году до н. э. Здесь чеканились монеты Селевкидов.
Помпей Великий разрушил город в I веке до н. э. Город был вновь основан в I веке н. э. под названием Claudia Apamea. Во время переписи, которую проводил правитель Сирии Публий Сульпиций Квириний в 6—7 годах н. э., в Апамее проживали 117 000 свободных, что означает, что в целом население города составляло около полумиллиона жителей и это был один из крупнейших городов древнего Востока. Здесь находилась знаменитая философская школа средних платоников (Нумений) и стоиков (Посидоний).
При Юстиниане I у города сооружены новые крепостные стены. Уроженцем города был св. Павсикакий Синадский. В 540 году город разграбили персы, а в VII веке (636—638) его разрушили мусульмане. От древнего города сохранилась грандиозная колоннада, один из лучших в плане сохранности памятников такого рода.

## Известные уроженцы
- Архиген  — древнегреческий врач.